# Sonet 3 (William Szekspir)

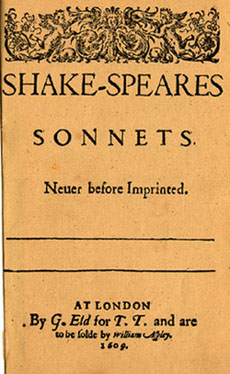
Strona tytułowa pierwszego wydania sonetów Shakespeare’a.

Sonet 3 (Wejrzyj w zwierciadło i powiedz odbiciu) – jeden z cyklu sonetów autorstwa Williama Shakespeare’a.

## Treść
Sonet ten zalicza się do cyklu pierwszych 17 utworów, których celem jest nakłonienie pięknego, młodego mężczyzny do posiadania potomstwa. Prawdopodobnie mężczyzną tym jest Henry Wriothesley.